# Ulrike M. Dierkes

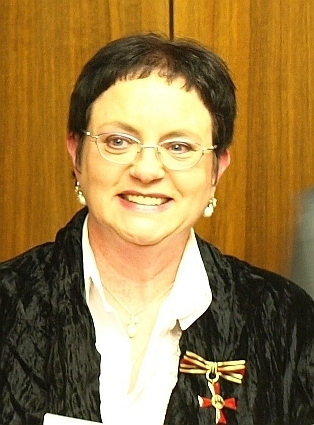
Dierkes 2008

Ulrike M. Dierkes (* 9. Oktober 1957 in Münster) ist eine deutsche Journalistin, Autorin und Herausgeberin, die mit – teilweise autobiographischen – Veröffentlichungen zum Thema Inzest bekannt wurde.
Dierkes ist Gründerin und Vorsitzende des 1996 gegründeten, eingetragenen und gemeinnützig anerkannten Vereins M.E.L.I.N.A. Inzestkinder/Menschen aus VerGEWALTigung e. V., für dessen Presse- und Öffentlichkeitsarbeit sie als Journalistin zuständig ist.

## Biografie
Ulrike M. Dierkes wurde in Münster geboren, verbrachte ihre Kindheit in Ostbevern und besuchte später in Telgte die Realschule. Mit 14 Jahren begann sie für Jugendmagazine und Schülerzeitungen zu schreiben. Nach der Mittleren Reife absolvierte sie von 1979 bis 1981 ihre journalistische Ausbildung in einer Lokalredaktion der Rhein-Zeitung (RZ) und gleichzeitig 1980 ein Schriftstellerseminar mit Unterricht in Lyrik und Shortstory sowie Verlagskunde. Anschließend arbeitete sie als freie Lokaljournalistin für die Westerwälder Zeitung in Montabaur.
1975 schloss sie ihre erste Ehe. Daraus gingen zwei Kinder hervor, von denen das erste starb. Die Ehe endete 1981.
Im Anschluss an ihre journalistische Tätigkeit, zuletzt für den Bad Kreuznacher Wochenspiegel, ging Dierkes 1983 aus beruflichen Gründen nach Stuttgart. Dort lernte sie ihren späteren Mann kennen, den sie im Dezember heiratete. Von 1984 bis 1988 arbeitete sie festangestellt beim Stuttgarter Wochenblatt für das Ressort „Handwerk/Innungen“. Nach der Geburt ihrer Kinder setzte sie diese Arbeit zunächst frei und gelegentlich für die Standortpresse Bonn fort, einen Dienstleister für Presseorgane. Sie erstellte im Auftrag einer Agentur Buchbeschreibungen für Bücherkataloge und arbeitete in einem Stuttgarter Marktforschungsinstitut an Studien mit.
1990 absolvierte sie ein Werbetexterseminar, das sie mit einem Werbetexterdiplom (Note 2,5) abschloss. Bis zum Erscheinen ihres ersten Buches Melinas Magie 1995 arbeitete sie in der Redaktion des Stuttgarter Schlaumeier Verlags GmbH (heute Riva-Medien, Stuttgart) und schrieb Texte für TOP 100.
Von 1999 bis 2000 arbeitete sie in einem Redaktionsbüro und erstellte Texte für eine „virtuelle Akademie“ im Rahmen des Stuttgarter PUSH!-Projektes für Existenzgründungen. Im Jahr 2000 produzierte der SWR eine dreiviertelstündige Filmdokumentation Blutschande – Auswirkungen eines Verbrechens, in der Dierkes als Protagonistin für Inzestkinder mitwirkte.
Sie arbeitete bis 2003 festangestellt im Verwaltungsbereich des Medien-Selbstständigenberatungs- und Forschungsprojektes mediafon, einem vom Bundesministerium für Bildung und Forschung unterstützten Projekt von ver.di. Seit 2004 arbeitete sie als freie Autorin und Journalistin im kulturellen Bereich, schrieb Buch- und Filmrezensionen, und übernahm auf Anfrage die Informationsarbeit über Künstler und ihre Werke.
Insbesondere seit Veröffentlichung ihrer drei Bücher und zuletzt ihrer Autobiografie Schwestermutter – Ich bin ein Inzestkind im Jahr 2004 trat sie mehrfach in Talkshows auf, unter anderem im SWR-Nachtcafé, bei Stern TV, bei B. trifft… mit Bettina Böttinger, bei Johannes B. Kerner und beim VOX-Spiegel TV. Dierkes liest aus ihren Werken in kulturellen und literarischen Einrichtungen. Über ihre Arbeit erschienen zahlreiche Artikel in Frauenzeitschriften und Tageszeitungen.
2007 nahm sie am Projekt der AnStifter Stuttgart „Gegen Gewalt und Vergessen“ für die Opfer der Nazidiktatur teil. Schullesung in der Eichendorff-Schule Böblingen mit eigenen und fremden Texten.
Viele ihrer lyrischen Werke erschienen in der „Bibliothek deutscher Gedichte“ und in der „Frankfurter Bibliothek“ der Frankfurter Verlagsgruppe.
Von 2010 bis 2016 arbeitete sie festangestellt als Medienberaterin, zuletzt bei einer Tageszeitung. 2018 wirkte sie im Dokumentationsfilm „Niemand anderes“ (Frauen sprechen über sexualisierte Gewalt) des Medienprojekts Wuppertal mit.
2019 erschien ihr Buch Schwestermutter – Ich bin ein Inzestkind als E-Book (Bastei Lübbe). Im selben Jahr gab sie das Buch von Willy Sievers "Die Engelkette" – Hitlers Überfall auf die Sowjetunion – Nach Tagebuchaufzeichnungen eines zum Wehrdienst gezwungenen deutschen Soldaten heraus.
2019 trat sie als Mitglied der Neuwieder Künstlergruppe „Kultu(h)r“ als Lyrikerin mit Lyrik an ungewöhnlichen Stätten wie etwa dem historischen Friedhof Neuwied am Tag des Denkmals auf.
2025 Filmprojekt "Das Erbe unserer Väter", Gespräch der Autorin Ulrike M. Dierkes mit dem Sozialpädagogen Johannes Heibel über die Kriegstraumata ihrer Väter und die Auswirkungen auf nachfolgende Generationen und ihre Familien. Erstveranstaltung: 14.03.2025 im Kultur- und Jugendzentrum Zweite Heimat e.V., Höhr-Grenzhausen, Veranstalter: Initiative gegen Gewalt e.V., aufgezeichnet von Westwood Pictures.

## Auszeichnungen
2008 wurde ihr das Bundesverdienstkreuz (Verdienstkreuz am Bande des Verdienstordens der Bundesrepublik Deutschland) und 2010 der Innovationspreis „Land der Ideen“ mit Urkunde und Pokal durch den Bundespräsidenten Horst Köhler verliehen.

## Veröffentlichungen
Bücher:
- Melinas Magie. Georg Bitter Verlag, Recklinghausen, 1995, ISBN 3-7903-0538-3 (Roman)
- Meine Schwester ist meine Mutter – Inzestkinder im Schatten der Gesellschaft. Patmos-Verlag, Düsseldorf, 1997, ISBN 3-491-72363-9 (Sachbuch)
- Schwestermutter – Ich bin ein Inzestkind. Bastei Lübbe, Bergisch Gladbach, 2004, ISBN 3-404-61553-0 (Autobiografie, Bestsellerliste Taschenbuch Sachbücher)
- Die Engelkette von Willy Sievers, (nach seinem Kriegstagebuch) 2019, Herausgegeben von Dierkes, Ulrike M., Longinus Verlag Coerde, ISBN 978-3-945113-31-8.

Werke in Sammelveröffentlichungen:
- Hasenliebe. (Kurzgeschichte, satirische Fabel) In: Anna Rheinsberg, Barbara Seifert (Hrsg.): Unbeschreiblich weiblich – Texte an junge Frauen. Rowohlt Verlag, Reinbek bei Hamburg, 1981, ISBN 3-499-14881-1
- Café Satz. (Lyrik) In: Den Mond umarmen, die Sterne küssen – Die besten Beiträge zum Jokers Lyrik-Preis. (Anthologie) Jokers Restseller, Books on Demand, Norderstedt, 2005.
- Inzests Kinder (Lyrik). In: exempla – eine Tübinger Literaturzeitschrift. Möglingen, 2007. ISSN 0343-9208
- „11. September“ Bibliothek deutscher Gedichte, Frankfurter Bibliothek.
- „Still ist der Abend geworden“ In: „Für Dich“, Edition Leserunde, ISBN 978-3-940387-03-5
- „Frieden“ In:„Begegnungen“, edition leselust, Anthologie 2007, ISBN 978-3-86675-900-8
- "Schlag-Zeilen" (Lyrik) In: "exempla – eine Tübinger Literaturzeitschrift", Möglingen, 2010/2011. ISSN 0343-9208
- "Nacht", (Lyrik), In: "exempla – eine Tübinger Literaturzeitschrift", Möglingen, Jubiläumsausgabe 2013/2014. ISSN 0343-9208
- "(K)ein unbeschrieb'nes Blatt" und "Schriftstellerbüro", (Lyrik) In:"exempla – eine Tübinger Literaturzeitschrift", Möglingen, 2015/2016, ISSN 0343-9208

Coverfotos für Rainer Schepper „Zu Tisch bei Tante Maria“ (Kochbuch) und „Die Sonne ist gesunken“ (17 Trauerreden)
2017 Longinus Verlag, Coerde